# Central Football Club
Il Central Football Club è una società di calcio trinidadiana, con sede a Couva.

## Storia
La squadra è stata fondata nel luglio 2012 dall'ex calciatore, nazionale trinidadiano, Brent Sancho. Suo primo allenatore fu l'inglese Graham Rix, che lasciò però l'incarico nel dicembre 2012.
Nel primo campionato TT Pro League, la massima divisione trinidadiana, il Central ottenne il quinto posto finale.
Il primo marzo 2013 disputò la finale della Coppa di Trinidad e Tobago, persa per 2-0 contro il Caledonia AIA. Il Central raggiunse la finale della competizione anche il 18 dicembre successivo, perdendo, questa volta ai rigori, contro il W Connection.

## Palmarès

### Competizioni nazionali
- TT Pro League: 3

2014-2015, 2015-2016, 2016-2017
- Coppa di Lega di Trinidad e Tobago: 2

2013, 2014, 2018
- Trinidad e Tobago Goal Shield: 1

2014

### Competizioni internazionali
- CFU Club Championship: 1

2015

### Altri piazzamenti
- Campionato trinidadiano:

Secondo posto: 2013-2014
- Trinidad & Tobago FA Cup:

Finalista: 2012-2013, 2013-2014
- Campionato per club CFU:

Quarto posto: 2017, 2018